# لاجوس مولنار
لاجوس مولنار هو طبيب وسياسي مجري، ولد في 13 أكتوبر 1946 في Nyírbátor ‏ في المجر، وتوفي في 23 مارس 2015 في بودابست في المجر. نشط حزبياً في اتحاد الديمقراطيين الأحرار. وقد انتخب Minister of Health ‏ (9 يونيو 2006 – 6 أبريل 2007) وانتخب عضو الجمعية الوطنية المجرية ‏ وقد انضم خلال فترته النيابية ‏ (16 مايو 2006 – 13 مايو 2010) للكتلة البرلمانية اتحاد الديمقراطيين الأحرار.